# Sonora (Kentucky)
Sonora é uma cidade localizada no estado americano de Kentucky, no Condado de Hardin.

## Demografia
Segundo o censo americano de 2000, a sua população era de 350 habitantes.
Em 2006, foi estimada uma população de 337, um decréscimo de 13 (-3.7%).

## Geografia
De acordo com o United States Census Bureau tem uma área de
2,1 km², dos quais 2,1 km² cobertos por terra e 0,0 km² cobertos por água. Sonora localiza-se a aproximadamente 215 m acima do nível do mar.

## Localidades na vizinhança
O diagrama seguinte representa as localidades num raio de 28 km ao redor de Sonora.